# Lasioglossum transitorium
Lasioglossum transitorium är en biart som först beskrevs av Schenck 1868.  Lasioglossum transitorium ingår i släktet smalbin, och familjen vägbin.

## Underarter
Arten delas in i följande underarter:
- L. t. planulum
- L. t. transitorium